# Sonpeth
Sonpeth (o Sonepet, Sonepett) è una città dell'India di 13.022 abitanti, situata nel distretto di Parbhani, nello stato federato del Maharashtra. In base al numero di abitanti la città rientra nella classe IV (da 10.000 a 19.999 persone).

## Geografia fisica
La città è situata a 19° 1' 60 N e 76° 28' 60 E e ha un'altitudine di 389 m s.l.m..

## Società

### Evoluzione demografica
Al censimento del 2001 la popolazione di Sonpeth assommava a 13.022 persone, delle quali 6.735 maschi e 6.287 femmine. I bambini di età inferiore o uguale ai sei anni assommavano a 2.117, dei quali 1.105 maschi e 1.012 femmine. Infine, coloro che erano in grado di saper almeno leggere e scrivere erano 7.894, dei quali 4.773 maschi e 3.121 femmine.